# جکی رایت
جکی رایت (انگلیسی: Jackie Wright؛ زادهٔ ۱۹۰۵ در بلفاست - درگذشت در ژانویهٔ ۱۹۸۹ در بلفاست) یک هنرپیشه و کمدین اهل ایرلند شمالی بود.
او که به «جکی کوچیکه» شهرت داشت، یکی از بازیگران اصلی «بنی هیل شو» بود و علاوه بر هنر بازیگری، لهجهٔ ایرلندی و قد کوتاهش (۱٫۵۰ متر) نیز در موفقیتش مؤثر بودند.
جکی یک سیگاری قهار بود و در سال ۱۹۸۴ به دلیل وخامت اوضاع جسمانی‌اش مجبور به ترک «بنی هیل شو» شد و حدود ۵ سال بعد، پس از یک دورهٔ طولانی بیماری، در سن ۸۴ سالگی در بیمارستانی در بلفاست در گذشت. پس از مرگش،
بنی هیل گفت: «اون یه رفیق دوست‌داشتنی بود… غم و ناراحتی من، در قالب کلمات نمی‌گنجد».